# Candilejas (teatro)

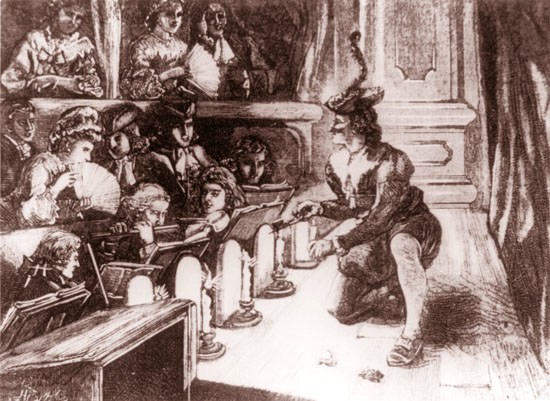
El despabilador, alumbrando la fila de candiles (luces de candilejas), en un grabado anónimo del.

Las candilejas, luz de candilejas o batería es la línea de luces al borde del escenario y a los pies de los actores. Crean una cortina de luz entre la escena y la platea, cuya fuente es invisible para el público y a un tiempo su resplandor diluye en la penumbra la visión que el actor tiene de los espectadores. El discreto encanto de las candilejas sigue utilizándose como recurso elemental en la estética del espectáculo, a pesar de las posibilidades desplegadas por las "borracheras de luz" de las nuevas tecnologías.

## Origen  y evolución
El término "candileja" proviene de candil y denomina al pequeño recipiente o vaso que hay en el interior de este primitivo tipo de lámpara.
En los teatros de la antigüedad, tanto griegos como romanos, ya se utilizaban recursos similares en las representaciones nocturnas, quizá con un doble uso, mágico y alumbrador. Las antorchas se convirtieron en velas, y estas en lámparas de aceite; más tarde llegaron los mecheros de gas y las bombillas eléctricas. La luz de las candilejas se identificó de tal forma con el teatro, que el término llegó a ser sinónimo de espacio teatral. Frases hechas como "entre candilejas" o "ante las candilejas" son metáfora y sinónimo de la profesión de actor, dramaturgo y representación.

### En la historia del espectáculo

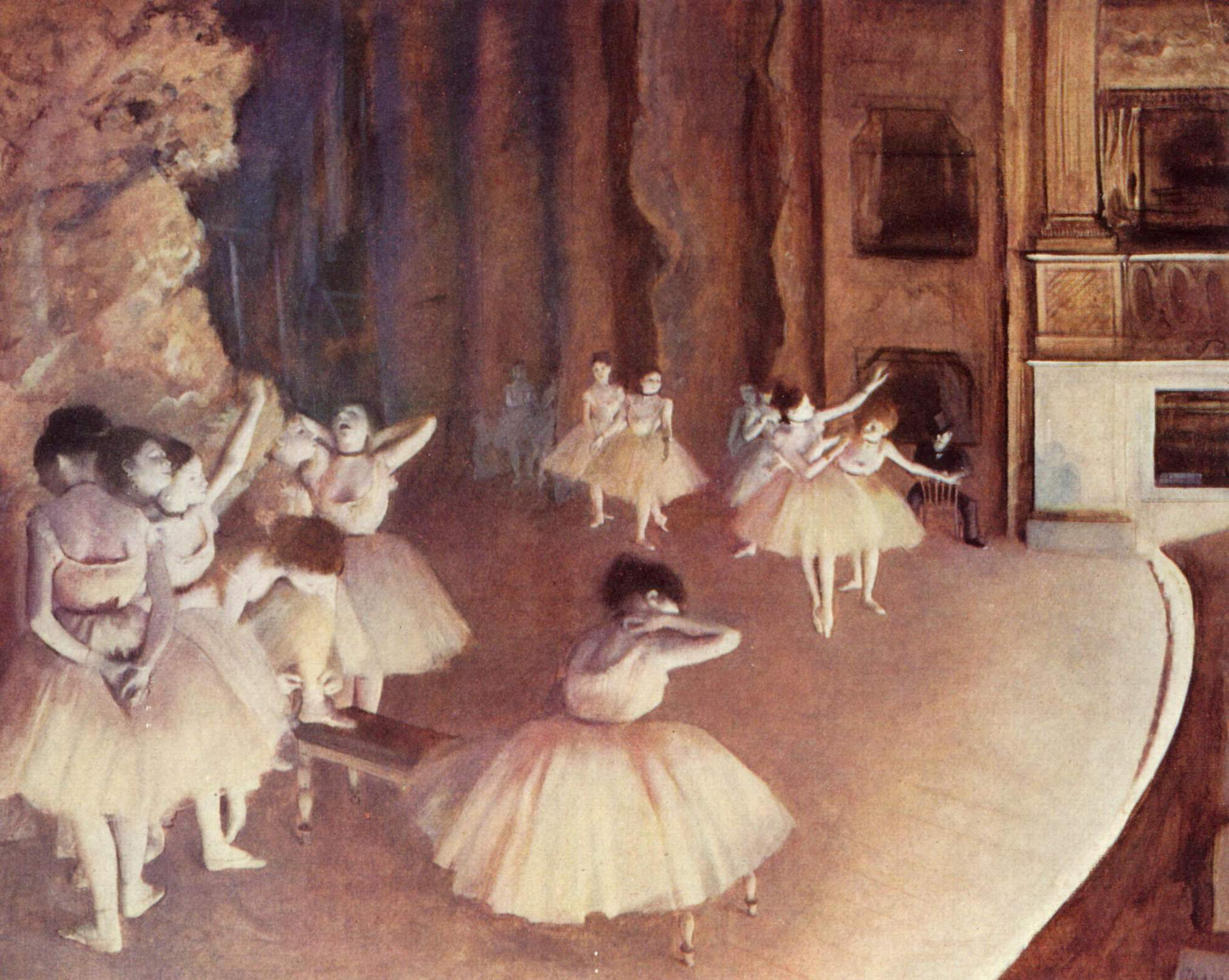
Efecto de la luz de candilejas en el escenario durante un ensayo del ballet, pintado por Edgar Degas en 1873. Obra conservada en el Musée d'Orsay de París.

En 1952, una película de Charles Chaplin titulada Candilejas fue el desencadenante de una larga lista de obras de cine, teatro y literatura con ese motivo en sus títulos, y en algunos casos en sus tramas. Así, por ejemplo, además de la de Charlot (y su canción Eternally, que en castellano se tituló "Candilejas"), pueden mencionarse las siguientes producciones:
- Luces de candilejas (1954), dirigida por Walter Lang y con Marilyn Monroe en el reparto.
- Candilejas (1956), una de las primeras telenovelas venezolanas de RCTV.
- Luces de candilejas (1958), película argentina de Enrique Carreras.
- Candilejas (1965), serie de televisión argentina.
- Candilejas (1986), de la productora mexicana América Televisión.